# Bombylius painteri
Bombylius painteri är en tvåvingeart som beskrevs av Neal L. Evenhuis 1978. Bombylius painteri ingår i släktet Bombylius och familjen svävflugor.
Artens utbredningsområde är Texas. Inga underarter finns listade i Catalogue of Life.